# Saint-Agnan (Yonne)
Saint-Agnan é uma comuna francesa na região administrativa de Borgonha-Franco-Condado, no departamento de Yonne. Estende-se por uma área de 13,22 km². Em 2010 a comuna tinha 977 habitantes (densidade: 73,9 hab./km²).